# YUBA liga 1958
La YUBA liga 1958 è stata la 14ª edizione del massimo campionato jugoslavo di pallacanestro maschile. La vittoria finale è stata ad appannaggio dell'OKK Belgrado.

## Regular season
|     | Squadra               | G  | V  | N | P  | PF    | PS    | Pt. | Qualificazione |
| --- | --------------------- | -- | -- | - | -- | ----- | ----- | --- | -------------- |
| 1.  | OKK Belgrado          | 18 | 16 | 0 | 2  | 1.512 | 1.235 | 32  |                |
| 2.  | AŠK Lubiana           | 18 | 12 | 2 | 4  | 1.423 | 1.254 | 26  |                |
| 3.  | Stella Rossa Belgrado | 18 | 11 | 1 | 6  | 1.278 | 1.148 | 22  |                |
| 4.  | Zadar                 | 18 | 9  | 2 | 7  | 1.429 | 1.423 | 20  |                |
| 5.  | Lubiana               | 18 | 10 | 0 | 8  | 1.240 | 1.274 | 20  |                |
| 6.  | Partizan Belgrado     | 18 | 8  | 1 | 9  | 1.241 | 1.280 | 17  |                |
| 7.  | Proleter Zrenjanin    | 18 | 6  | 2 | 10 | 1.146 | 1.265 | 14  |                |
| 8.  | Lokomotiva Zagabria   | 18 | 6  | 0 | 12 | 1.144 | 1.227 | 12  |                |
| 9.  | Radnički Belgrado     | 18 | 4  | 0 | 14 | 1.055 | 1.256 | 8   | retrocesse     |
| 10. | Jugomontaža           | 18 | 3  | 2 | 13 | 994   | 1.100 | 7   | retrocesse     |

| YUBA liga 1958         |
| ---------------------- |
| OKK Belgrado 1º titolo |

## Formazione vincitrice
| N° | Naz.                  | Ruolo | Sportivo           |  | Alt. |  |
| -- | --------------------- | ----- | ------------------ |  | ---- |  |
|    | Jugoslavia (bandiera) |       | Ljubomir Lucić     |  |      |  |
|    | Jugoslavia (bandiera) | P     | Miodrag Nikolić    |  | 188  |  |
|    | Jugoslavia (bandiera) |       | Slobodan Gordić    |  | 192  |  |
|    | Jugoslavia (bandiera) | AG    | Radivoj Korać      |  | 196  |  |
|    | Jugoslavia (bandiera) |       | Slobodan Nešić     |  |      |  |
|    | Jugoslavia (bandiera) |       | Miodrag Popović    |  |      |  |
|    | Jugoslavia (bandiera) |       | Đorđe Otašević     |  |      |  |
|    | Jugoslavia (bandiera) |       | Bogomir Rajković   |  |      |  |
|    | Jugoslavia (bandiera) |       | Vojislav Jovanović |  |      |  |
|    | Jugoslavia (bandiera) |       | Milorad Erkić      |  |      |  |
|    | Jugoslavia (bandiera) |       | Marko Marković     |  |      |  |
|    | Jugoslavia (bandiera) | All.  | Borislav Stanković |  |      |  |